# John Baeder
John Baeder (* 24. Dezember 1938 in South Bend, Indiana, USA) ist ein amerikanischer Fotograf und Maler des Fotorealismus. Bekannt ist er für besonders detailreiche Gemälde von amerikanischen Straßen- und Imbissrestaurants.

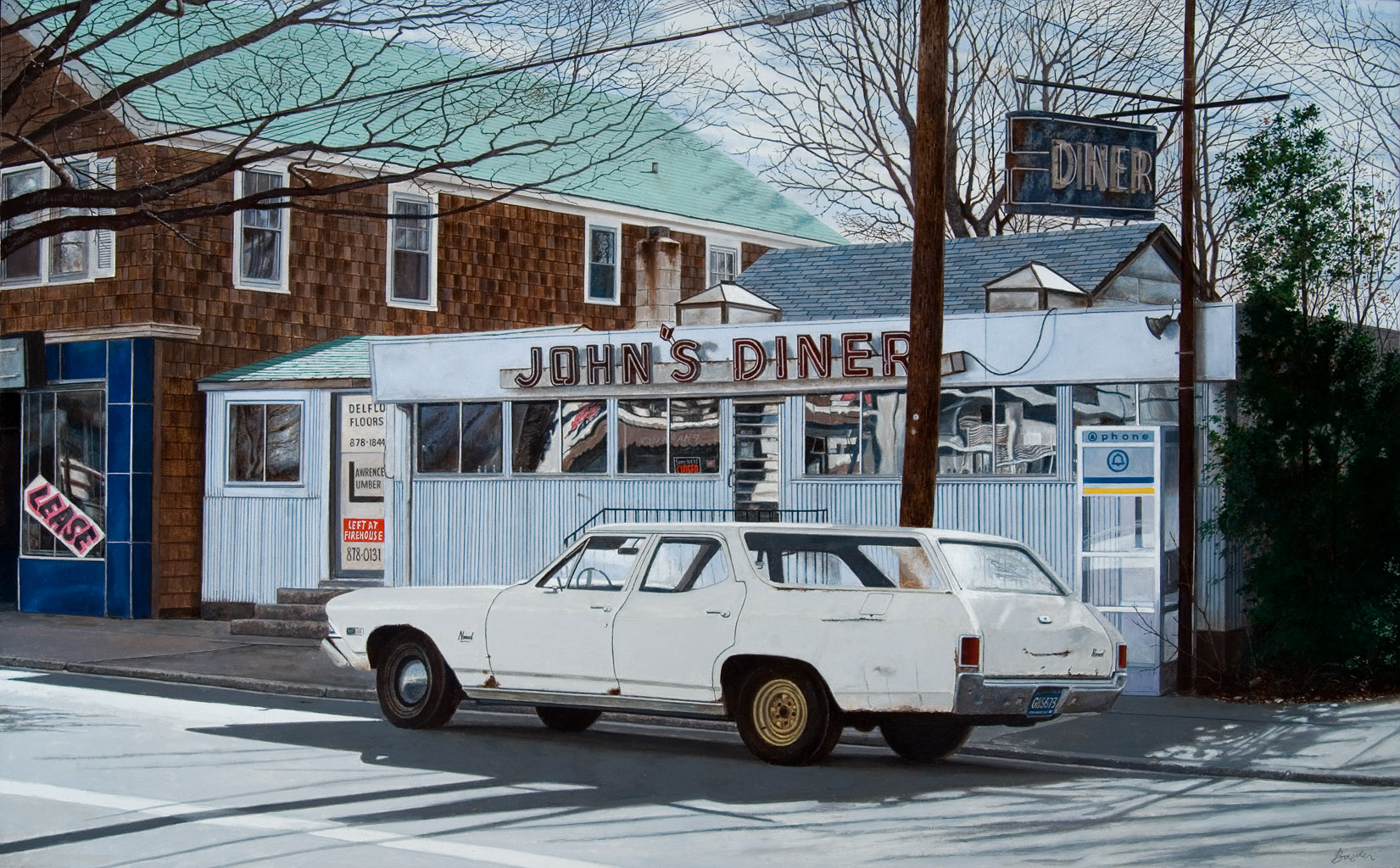
John Baeder, John's Diner with John's Chevelle, 2007, Öl auf Leinwand, 76 × 122 cm

## Biografie
John Baeder wuchs in Atlanta, Georgia auf. Sein Interesse für amerikanische Kleinstädte entwickelte sich in jungen Jahren beim Fotografieren alter Autos und anderer Sujets mit einer Boxkamera von Kodak. Als er in den späten 1950er Jahren die Auburn University besuchte, machte er häufig Trips zwischen Atlanta und Alabama, die sein Interesse für ländliche Sujets und Straßenrestaurants weckten.

## Frühe Jahre
Sein Berufsleben begann er 1960 als Art Direktor der Niederlassung einer New Yorker Werbeagentur in Atlanta. 1964 zog er nach New York und machte bis in die frühen 1970er Jahre erfolgreich Karriere in der Werbebranche, während er in seiner Freizeit als Maler, Zeichner und Fotograf arbeitete.
Eine seiner Arbeitsstätten befand sich in der Nähe des Museum of Modern Art. Dessen fotografische Abteilung wurde für ihn zu einer wichtigen Inspirationsquelle, besonders Arbeiten von Künstlern wie Berenice Abbott, Walker Evans, Ben Shahn und weiteren Fotografen der Farm Security Administration. In den späten 1960er Jahren begann Baeder auch, Postkarten von amerikanischen Imbissrestaurants, Tankstellen, Campingplätzen und Motels zu sammeln.

## Künstlerische Karriere
Baeder verließ die Werbebranche 1972, um sich ganz seiner künstlerischen Laufbahn zu widmen. Im selben Jahr begann die OK Harris Gallery  in New York seine Arbeiten auszustellen. Seitdem hatte er mehr als 30 Einzelausstellungen in Kunstgalerien wie der Modernism Gallery in San Francisco, Thomas Paul Fine Art in Los Angeles oder der Cumberland Gallery in Nashville. Im Dezember 2007 startete die Retrospektive „Pleasant Journeys and Good Eats along The Way“ als Wanderausstellung im Morris Museum of Art in Augusta, Georgia.
Die Arbeiten von John Baeder umfassen Ölgemälde, Aquarelle und Fotografien. Sie sind in Sammlungen wie dem Whitney Museum of American Art, Cooper-Hewitt Museum, Norton Museum of Art, Denver Art Museum, Milwaukee Art Museum, High Museum of Art, Detroit Institute of Arts, Indianapolis Museum of Art, Cheekwood Museum of Art, Tennessee State Museum, Yale University Art Gallery, Art Museum of Southeast Texas, Morris Museum of Art und anderen vertreten.
John Arthur zufolge sei John Baeder ein überaus sachkundiger und engagierter Chronist einer schnell verschwindenden Alltagsarchitektur, die eine einzigartige Rolle in der amerikanischen Sozial- und Kulturgeschichte spielte.
Vincent Scully, Professor für Architekturgeschichte und Autor kommentiert Baeder's visuellen Stil in seiner Einleitung zu Diners 1978. Seine Bilder erschienen im Gegensatz zu vielen der brillanten, zeitgenössischen magischen Realisten als einfühlsam, lyrisch und in tiefer Liebe zu ihren Subjekten. Die meisten Maler der zeitgenössischen Pop-Szene überwältigten durch massive Disjunktionen, explodierende Maßstäbe oder visuelle Effekte, denen jedes Augenzwinkern fehle. Baeder benutze solche Kunstgriffe nicht. Er sähe alles im Maßstab des ihm eigenen Umfeldes. Seine Schnellrestaurants fügten sich wie bescheidene Helden in ihren urbanen Kontext.
Baeder erhielt 2009 den Tennessee Governor’s Distinguished Artist Award in 2009. Er lebt und arbeitet in Nashville, Tennessee.

## Nachweise
1. ↑  Steven Heller, "Why Does John Baeder Paint Diners?" The design Observer Group
2. ↑  https://www.modernisminc.com/
3. ↑  https://www.tpaulfineart.com/artists
4. ↑  http://www.cumberlandgallery.com/
5. ↑  John Arthur is an independent curator, writer, and art advisor. He has been acknowledged internationally as a leading authority on contemporary American realism and figurative art.
6. ↑  John Arthur, foreword to Diners; Revised and Updated, by John Baeder and Vincent Scully.
7. ↑  Baeder, John, Diners. With an introduction by Vincent Scully. New York, NY: Harry N. Abrams, 1978.
8. ↑  “Arts Tennessee Winter/Spring 2009 Newsletter,” Tennessee Arts Commission

## Weitere Quellen und Literatur

### Bücher und Kataloge
- Baeder, John, Diners. With an introduction by Vincent Scully. New York, NY: Harry N. Abrams, 1978.
- Baeder, John, Diners; Revised and Updated. With a foreword by John Arthur and a preface by Vincent Scully. New York, NY: Harry N. Abrams, 1995.
- Baeder, John, Sign Language: Street Signs as Folk Art. New York, NY: Harry N. Abrams, 1996.
- Baeder, John, Gas, Food, and Lodging. New York, NY: Abbeville Press, 1982.
- Frank, Peter, John Baeder’s American Roadside: Early Photographs. Los Angeles, California: Thomas Paul Fine Art, 2009.
- Baeder, John, Jay Williams, ed., Pleasant Journeys And Good Eats Along The Way: A Retrospective Exhibition Of Paintings By John Baeder. With a preface by Kevin Grogan and an introduction by Donald Kuspit. Jackson, Mississippi: University Press of Mississippi, 2007.
- Edwards, Susan H., John Baeder: 1960's Photographs. Self-published, ltd. ed. of 175, 2009.
- Bonito, Virginia Anne, Get Real: Contemporary American Realism from the Seavest Collection. Durham, North Carolina: Duke University Museum of Art, 1998.
- Leeds, Valerie Ann, Ph.D, Introduction to Shock of the Real: Photorealism Revisited. Boca Raton, Florida: Boca Raton Museum of Art, 2008.
- Meisel, Louis K., Photorealism. New York, NY: Harry N. Abrams, 1980.

### Filme
- Baeder: Pleasant Journeys and Good Eats Along the Way. Directed by Curt Hahn. 2009, Nashville, Tennessee: Film House. filmhouse.com

### Sonstiges
- Heller, Steven, „Why Does John Baeder Paint Diners?,“ The Design Observer Group, November 17, 2009,  designobserver.com (Memento vom 31. Oktober 2010 im Internet Archive).
- “Arts Tennessee Winter/Spring 2009 Newsletter,” Tennessee Arts Commission, state.tn.us (Memento vom 7. April 2009 im Internet Archive; PDF), 6.
- “John Baeder”, Indianapolis Museum of Art, imamuseum.org
- “John Baeder opening reception”, Tennessee State Museum, tnmuseum.org (Memento vom 19. Februar 2011 im Internet Archive)
- “Past Exhibitions,” Morris Museum of Art, themorris.org.
- Nguyen, C. Thi. „Humble Trucks, Great Food,“ Los Angeles Times, April 21, 2008. p. A1.
- „Roadside America for the 21st Century,“ Los Angeles Times Sunday Magazine, June 1, 2003. p. 10.
- Reif, Rita. „A Fading Language Of the Roadway,“ New York Times, 30. Juni 1996. p. 31, nytimes.com.
- Hudson, Stacey. „On the Road,“ Metro Spirit (Augusta, Georgia), Ausgabe 19.21. 19-25. Dezember 2007, metrospirit.com (Seite nicht mehr abrufbar, festgestellt im April 2024. Suche in Webarchiven)